# Аль-Мансур аль-Хусейн III
Аль-Мансур аль-Хусейн III бін Мухаммед бін аль-Хаді (араб. المنصور الحسين بن محمد بن الهادي; помер 1888) – зейдитський імам Ємену. Нащадок імама аль-Мутаваккіля аль-Мутаххара бін Ях'я.